# فهرست دیدارهای والیبال ایران و روسیه
تیم ملی ایران و روسیه تاکنون ۱۸ بار در مقابل یکدیگر قرار گرفته‌اند. حاصل این دیدارها، ۴ برد برای ایران و ۱۴ برد برای روسیه می‌باشد.

## اولین بازی
اولین بازی بین این دو تیم در تاریخ ۳ دسامبر در ورزشگاه ملی یویوگی در شهر توکیو در جام جهانی ۲۰۱۱ برگزار شد که با نتیجه سه بر صفر به سود روسیه به پایان رسید.

## فهرست کلی بازیها
| #                            | تیم   | نتیجه بازی | تیم   | عنوان مسابقات               |
| ---------------------------- | ----- | ---------- | ----- | --------------------------- |
| ۱                            | ایران | ۰–۳        | روسیه | جام جهانی ۲۰۱۱              |
| ۲                            | ایران | ۰–۳        | روسیه | لیگ جهانی ۲۰۱۳              |
| ۳                            | ایران | ۱–۳        | روسیه | لیگ جهانی ۲۰۱۳              |
| ۴                            | ایران | ۰–۳        | روسیه | جام بزرگ قهرمانان جهان ۲۰۱۳ |
| ۵                            | ایران | ۲–۳        | روسیه | لیگ جهانی ۲۰۱۴              |
| ۶                            | ایران | ۰–۳        | روسیه | قهرمانی جهان ۲۰۱۴           |
| ۷                            | ایران | ۳–۱        | روسیه | لیگ جهانی ۲۰۱۵              |
| ۸                            | ایران | ۳–۰        | روسیه | لیگ جهانی ۲۰۱۵              |
| ۹                            | ایران | ۳–۰        | روسیه | لیگ جهانی ۲۰۱۵              |
| ۱۰                           | ایران | ۱–۳        | روسیه | لیگ جهانی ۲۰۱۵              |
| ۱۱                           | ایران | ۰–۳        | روسیه | جام جهانی ۲۰۱۵              |
| ۱۲                           | ایران | ۰–۳        | روسیه | بازی‌های المپیک ۲۰۱۶         |
| ۱۳                           | ایران | ۰–۳        | روسیه | لیگ جهانی ۲۰۱۷              |
| ۱۴                           | ایران | ۱–۳        | روسیه | لیگ ملت‌ها ۲۰۱۸              |
| ۱۵                           | ایران | ۳–۰        | روسیه | لیگ ملت‌ها ۲۰۱۹              |
| ۱۶                           | ایران | ۰–۳        | روسیه | انتخابی بازی‌های المپیک ۲۰۲۰ |
| ۱۷                           | ایران | ۱–۳        | روسیه | جام جهانی ۲۰۱۹              |
| ۱۸                           | ایران | ۱–۳        | روسیه | لیگ ملت‌ها ۲۰۲۱              |
| برد ایران: ۴ / برد روسیه: ۱۴ |       |            |       |                             |